# Right Here Right Now (álbum)
Right Here Right Now é o terceiro álbum de estúdio da artista musical norte-americana Jordin Sparks. Foi lançado em 21 de agosto de 2015, através da Louder Than Life / Red Associated Labels (RAL), uma empresa da Sony Music Entertainment, e 19 Recordings. Sparks anunciou oficialmente o álbum em 25 de novembro de 2014, após o lançamento da mixtape #ByeFelicia. É seu primeiro lançamento após seis anos desde seu último disco, Battlefield (2009). Sparks descreve o álbum como "música bonita com um impacto sob ela" sendo em grande parte influenciada pelo R&B dos anos 1990. A edição final do álbum apresenta uma edição padrão de quatorze faixas que foram enviadas a todos os mercados nacionais e internacionais. No álbum, Sparks co-escreveu sete das quatorze faixas.
Sparks trabalhou com Salaam Remi, Kenneth "Babyface" Edmonds, The Underdogs, Jonas Jeberg e Dem Jointz no disco. Sparks iniciou a produção em outubro de 2010 com várias edições do álbum tomando forma ao longo desses anos. Após deixar a RCA Records, álbuns inteiros foram arquivados. Em seguida, a produção foi reiniciada e o material foi re-gravado durante um período de três anos.
Right Here Right Now foi precedido pelo lançamento do primeiro single, "Double Tap", com a participação do rapper compatriota 2 Chainz. A faixa apareceu na tabela Billboard Rhymytic Top 40, chegando ao número vinte e cinco. O segundo single, a faixa-título produzida por Dem Jointz, foi lançada pouco mais de um mês antes do álbum. "They Don't Give", o terceiro e último single do álbum, foi lançado em setembro. "It Ain't You" serviu como um single promocional e as faixas "100 Years", "Work from Home" e "Boys in the Hood" foram liberadas durante a pré-venda do disco. Após seu lançamento, Right Here Right Now recebeu análises favoráveis dos críticos de música, priorizando seus vocais e seu regresso ao R&B dos anos 90. Nos Estados Unidos, o álbum estreou na 161ª posição da Billboard 200 e atingiu o número 11 na Billboard R&B/Hip Hop Albums e 4 na Billboard R&B albums.

## Singles

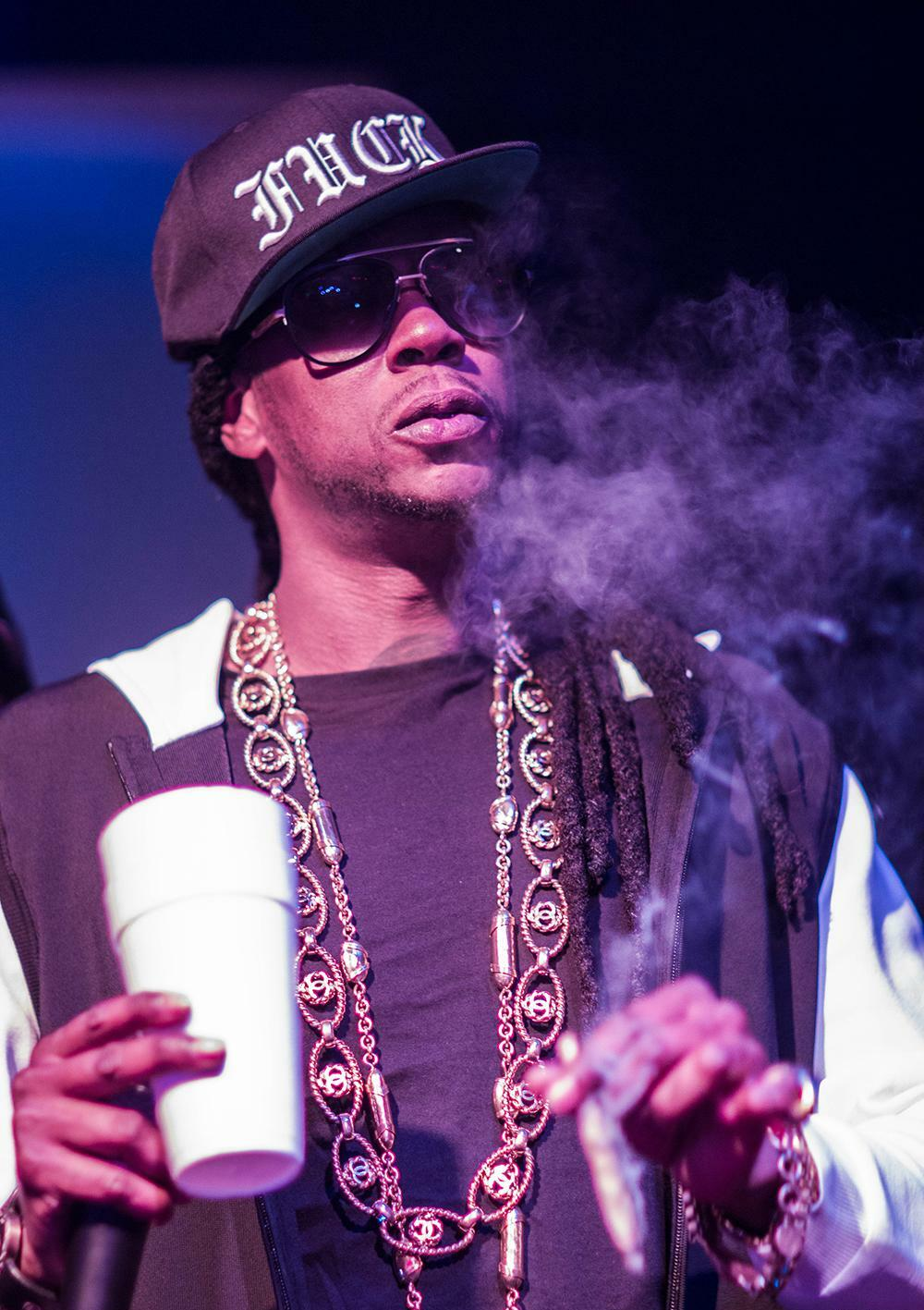
2 Chainz participa do primeiro single, "Double Tap", com um verso de rap.

"It Ain't You" foi o primeiro lançamento do álbum como um single promocional. A canção estreou na mixtape de Sparks, #ByeFelicia, em 25 de novembro de 2014. A versão oficial da canção estreou no perfil oficial de Sparks na Vevo em 2 de dezembro de 2014. A versão difere da versão produzida para sua mixtape bem como contém vocais adicionais. A canção foi disponibilizada em pré-venda no mesmo dia e foi lançada oficialmente em 12 de dezembro de 2014.
"Double Tap", com participação do rapper compatriota 2 Chainz, foi anunciada como o primeiro single oficial do álbum. Ela foi originalmente prevista para ser lançada em 24 de fevereiro de 2015, no entanto, foi adiada em uma semana, para coincidir com a data de lançamento nas rádios e tornando-se disponível oficialmente em 3 de março de 2015 nos Estados Unidos, mas no Reino Unido, tornou-se acessível em 2 de março de 2015. A faixa foi lançada nas rádios rhythmic norte-americanas no mesmo dia. O vídeo musical que acompanha foi filmado em 11 de fevereiro de 2015 e lançado no Yahoo Music em 10 de março de 2015. Foi disponibilizada para todas as lojas digitais no dia seguinte.
A faixa-título foi lançada como segundo single oficial em 8 de julho de 2015, mesmo dia em que a pré-venda do álbum foi iniciada. O vídeo musical foi lançado em 9 de julho de 2015, na Times Square. Anteriormente uma faixa promocional, "They Don't Give" foi enviada para as rádios rhythmic em 2 de setembro de 2015, servindo como terceiro e último single do álbum. A canção é acompanhada de um vídeo musical gravado em 4 de junho de 2015 na Crescent Bay Beach, Laguna Beach na Califórnia. O vídeo é dirigido por Mike Ho, que também dirigiu o vídeo da faixa "Right Here Right Now", e estreou oficialmente na VH1 em 10 de agosto de 2015.

## Alinhamento de faixas
| N.º            | Título                                       | Compositor(es)                                                                                      | Produtor(es)                           | Duração |  |
| 1.             | "Work from Home" (com participação de B.o.B) | Jordin Sparks James Fauntleroy Salaam Remi Dwane Weir Bobby Ray Simmons, Jr.                        | Key Wane Salaam Remi                   | 4:25    |  |
| 2.             | "1000" (com participação de J-Doe)           | Dwayne Abernathy Alju Jackson James "J-Doe" Smith                                                   | Dem Jointz                             | 2:37    |  |
| 3.             | "Right Here Right Now"                       | Dwayne Abernathy James Fauntleroy                                                                   | Dem Jointz                             | 2:47    |  |
| 4.             | "Double Tap" (com participação de 2 Chainz)  | Jonas Jeberg Tauheed Epps Victoria Monet McCants Thomas "Tommy" Parker Lumpkins                     | Jonas Jeberg                           | 3:25    |  |
| 5.             | "Boys in the Hood"                           | Jordin Sparks Jonas Jeberg Marlin "Hookman" Bonds William Calvin Wesson                             | Jonas Jeberg                           | 3:33    |  |
| 6.             | "Silhouette"                                 | Lars Halvor Jensen Johannes R. Joergensen Nikki Flores                                              | Deekay                                 | 3:40    |  |
| 7.             | "They Don't Give"                            | Jordin Sparks Salaam Remi Kenneth Edmonds                                                           | Babyface Salaam Remi                   | 3:48    |  |
| 8.             | "Left....Right?"                             | Jordin Sparks Christian Kalla Meleni Smith                                                          | Crada                                  | 3:42    |  |
| 9.             | "Casual Love" (com participação de Shaggy)   | Orville Burrell Reina Gonzalez Kaciny Emile Greg "Buggyeye" Desilus Kurtis Kingston Dernst Emile II | D'Mile                                 | 3:56    |  |
| 10.            | "Unhappy" (com participação de Elijah Blake) | Anthony C. Williams II Elijah Blake                                                                 | Rochad "Catdaddy Ro" Holiday Trakmatik | 4:04    |  |
| 11.            | "Tell Him That I Love Him"                   | The Underdogs Dewain Whitmore Steven Russell                                                        | The Underdogs                          | 4:56    |  |
| 12.            | "11:11"                                      | Jordin Sparks Salaam Remi Elijah Blake                                                              | Salaam Remi                            | 3:56    |  |
| 13.            | "100 Years"                                  | Jordin Sparks Dwane Weir Salaam Remi                                                                | Key Wane                               | 3:57    |  |
| 14.            | "It Ain't You"                               | Jordin Sparks Dijon McFarlane Mikely Adam Tyrone William Griffin, Jr. Salaam Remi                   | DJ Mustard Adam                        | 3:21    |  |
| Duração total: | Duração total:                               | Duração total:                                                                                      | Duração total:                         | 52:07   |  |

## Desempenho nas tabelas musicais
| Tabela musical (2015)                   | Melhor posição |
| --------------------------------------- | -------------- |
| Estados Unidos (Billboard 200)          | 161            |
| Estados Unidos (Top R&B/Hip Hop Albums) | 11             |

## Histórico de lançamento
| Região | Data                 | Formato(s)          | Gravadora                | Ref.                        |
| ------ | -------------------- | ------------------- | ------------------------ | --------------------------- |
| Mundo  | 21 de agosto de 2015 | CD download digital | Louder Than Life Sony 19 | [ 11 ] [ 12 ] [ 13 ] [ 14 ] |